# Тион Отанг
Тион Отанг (англ. Tion Otang) — государственный и политический деятель Кирибати, временный президент государства. 28 марта 2003 года четвёртый президент Республики Кирибати Тебуроро Тито был отстранен от власти путём вынесения вотума недоверия в Палате собраний государства.
Тион Отанг как исполняющий обязанности председателя Государственного совета страны стал временным президентом. Оставался у власти до 10 июля 2003 года, когда его сменил на этом посту новоизбранный президент Аноте Тонг.